# ГЕС Naddvik
ГЕС Naddvik — гідроелектростанція на півдні Норвегії, за півтори сотні кілометрів на північний схід від Бергена. Використовує ресурс зі сточища кількох річок, що впадають у Ardalsfjorden — найсхіднішу затоку найбільшого норвезького фіорду Согнефіорд.
Найвіддаленіший водозабір станції знаходиться у сховищі Berdalsvatn на річці Berdalselvi, правій притоці Steigeelvi (Fossdola), яка впадає зі сходу в озеро Ardalsvatnet (належить до річково-озерного ланцюжка Ardalvassdraget та дренується до Ardalsdfjorden через коротку протоку Haereidselvi). Berdalsvatn утримується кам'яно-накидною греблею та має площу 1,22 км2, що при регулюванні в діапазоні від 1004 до 1060 метрів НРМ забезпечує корисний об'єм у 45 млн м3. Можливо також відзначити, що вище по течії Berdalselvi розташовується водосховище Viervatnet, яке входить до водозбірної системи значно потужнішої ГЕС Tyin, при цьому деривація з резервуарів здійснюється у різних напрямках — для станції Tyin на північ, а для ГЕС Naddvik на південний захід.
Після виходу з Berdalsvatn дериваційний тунель довжиною понад 12 км прямує по правобережжю Steigeelvi, де отримує поповнення з водозаборів на струмках Elv fra Jonsvatnet та Bekk fra Berdalseken Nord, а також від насосної станції Fossdal (потужність 3,5 МВт, споживає 6,2 млн кВт·год електроенергії на рік). Остання провадить підкачку води з озера Fossdalsvatn (рівень у діапазоні від 922 до 928 метрів НРМ) в середній течії Steigeelvi, куди по тунелю завдовжки майже 2 км надходить додатковий ресурс з її лівої притоки Avdola.
Отримавши поповнення з верхів'я Steigeelvi та перетнувши водорозділ, тунель виходить в долину Nisetelvi, котра впадає з півдня у згаданий вище Ardalsdfjorden. Тут він захоплює ресурс із водозабору на цій річці та завершується малою ГЕС Нісет (5 МВт), розташованою на березі сховища Riskalsvatnet.
Кам'яно-накидна гребля, що перекриває Nisetelvi, забезпечує коливання рівня поверхні в Riskalsvatnet від 945 до 980 метрів НРМ, що при площі сховища у 1,31 км2 доводить загальний об'єм резервуарів системи до 76 млн м3.
Від Riskalsvatnet починається підвідний дериваційний тунель ГЕС Naddvik завдовжки майже 7 км, який прямує по лівобережжю Nisetelvi, отримуючи поповнення з її приток Elv fra Dyrebottvatnet, Elv fra Blasarbaten та Veideholen. До розташованого на останній озера Storevatnet (рівень поверхні 1012 метрів НРМ) через водовід довжиною 2 км подає ресурс насосна станція Viervatn. Цей об'єкт потужність 1,2 МВт, який споживає 2,1 млн кВт·год електроенергії на рік, працює на однойменному озера з рівнем поверхні на позначці 956 метрів НРМ, котре знаходиться на річці Sagelvi (впадає в Ardalsdfjorden далі на захід від Nisetelvi).
Машинний зал обладнаний однією турбіною типу Пелтон потужністю 112 МВт, яка при напорі у 963 метри забезпечує виробництво 433 млн кВт·год електроенергії на рік.
Відпрацьована вода по відвідному тунелю завдовжки майже 2 км прямує до Ardalsdfjorden, потрапляючи в нього трохи західніше устя Nisetelvi.